# Синехвостая щурка
Синехво́стая щу́рка (лат. Merops philippinus) — вид птиц из семейства щурковых (Meropidae). Подвидов не выделяют.

## Описание
Синехвостая щурка достигает длины 28—30 см и массы от 29 до 43 г. Половой диморфизм не выражен. Верхняя часть тела зелёного цвета, надхвостье и хвост голубые. Через глаз проходит широкая чёрная полоса, окаймлённая снизу узкой голубой полоской и очень тонкой синей линией вверху. Подбородок жёлтый, горло и щёки рыжевато-коричневые. Нижняя часть тела зелёного цвета, подхвостье и нижние кроющие перья хвоста голубые; радужка бордовая, клюв чёрный.
Пение похоже на пение европейской золотистой щурки.

## Распространение
Синехвостая щурка распространена в Азии. Птица обитает в субтропиках на открытой местности, в парках и на рисовых полях.

## Питание
Питается преимущественно насекомыми, которых ловит в полёте — пчёлами, осами и стрекозами, которых она измельчает затем на ветке дерева.

## Размножение
Гнездится колониями, состоящими из десятком и даже сотен пар. Роет норы в сухих, песчаных или суглинистых берегах водотоков или в ровной, заросшей травой почве, на обочинах дорог, в прибрежных дюнах, в глинистых зарослях. Норы длиной 1—2 м роют обе родительские птицы. В кладке 5—7 белых яиц, средним размером 22,7х20,2 мм.